# Zea mays
Espèce
Classification APG III (2009)
Zea mays est une espèce de plantes monocotylédones, de la famille des Poacées (sous-famille des Panicoïdées). Elle comporte plusieurs sous-espèces, dont le maïs (Z. m. subsp. mays) et des Téosintes.

## Sous-espèces
- Z. m. subsp. mays, le maïs. Cette sous-espèce cultivée n'est pas connue à l'état sauvage. Il en existe des milliers de variétés, dont :
  - Z. m. subsp. mays var. indurata, le maïs corné ;
  - Z. m. subsp. mays var. indentata, le maïs denté ;
  - Z. m. subsp. mays var. amylacea, le maïs farineux ;
- Z. m. subsp. parviglumis, le Téosinte du Balsas, le principal ancêtre sauvage du maïs, originaire des basses terres du Mexique et domestiqué il y a environ 9 000 ans[1],[2].
- Z. m. subsp. mexicana, le Téosinte du Mexique, originaire des hautes terres du Mexique, qui s'est hybridée avec le maïs environ 4 000 ans après la première domestication et contribue à 15 à 25 % des gènes de toutes les variétés de maïs existantes[1],[2].
- Z. m. subsp. huehuetenangensis, endémique du Guatemala.